# Labidi
Labidi ist ein Familienname, der vor allem in Tunesien vorkommt.

## Namensträger
- Abdelwahab Labidi (* 1929), tunesischer Bankkaufmann
- Khemais Labidi (* 1950), tunesischer Fußballspieler und -trainer
- Meherzia Labidi Maïza (* 1963), tunesische Politikerin
- Mohsen Labidi (Mohsen Labidi Jendoubi; * 1954), tunesischer Fußballspieler
- Nadia Labidi (* 1954), algerische Filmproduzentin, Regisseurin und Politikerin
- Najma Kousri Labidi (* 1991), tunesische Aktivistin
- Samir Labidi (* 1962), tunesischer Politiker
- Sofiane Labidi (* 1977), tunesischer Leichtathlet
- Wahid Labidi (* 1960), tunesischer Pfadfinder
- Zakarie Labidi (* 1995), französischer Fußballspieler